# Municipio de Center (condado de Ness)
El municipio de Center (en inglés: Center Township) es un municipio ubicado en el condado de Ness en el estado estadounidense de Kansas. En el año 2010 tenía una población de 1468 habitantes y una densidad poblacional de 11,88 personas por km².

## Geografía
El municipio de Center se encuentra ubicado en las coordenadas 38°30′24″N 99°51′36″O / 38.50667, -99.86000. Según la Oficina del Censo de los Estados Unidos, el municipio tiene una superficie total de 123.58 km², de la cual 123,56 km² corresponden a tierra firme y (0,01 %) 0,02 km² es agua.

## Demografía
Según el censo de 2010, había 1468 personas residiendo en el municipio de Center. La densidad de población era de 11,88 hab./km². De los 1468 habitantes, el municipio de Center estaba compuesto por el 97 % blancos, el 0,27 % eran afroamericanos, el 0,14 % eran amerindios, el 0,2 % eran asiáticos, el 1,57 % eran de otras razas y el 0,82 % eran de una mezcla de razas. Del total de la población el 8,58 % eran hispanos o latinos de cualquier raza.